# St. Marie, Wisconsin
St. Marie là một thị trấn thuộc quận Green Lake, tiểu bang Wisconsin, Hoa Kỳ. Năm 2010, dân số của thị trấn này là 350 người.